# Bomba Jabsco

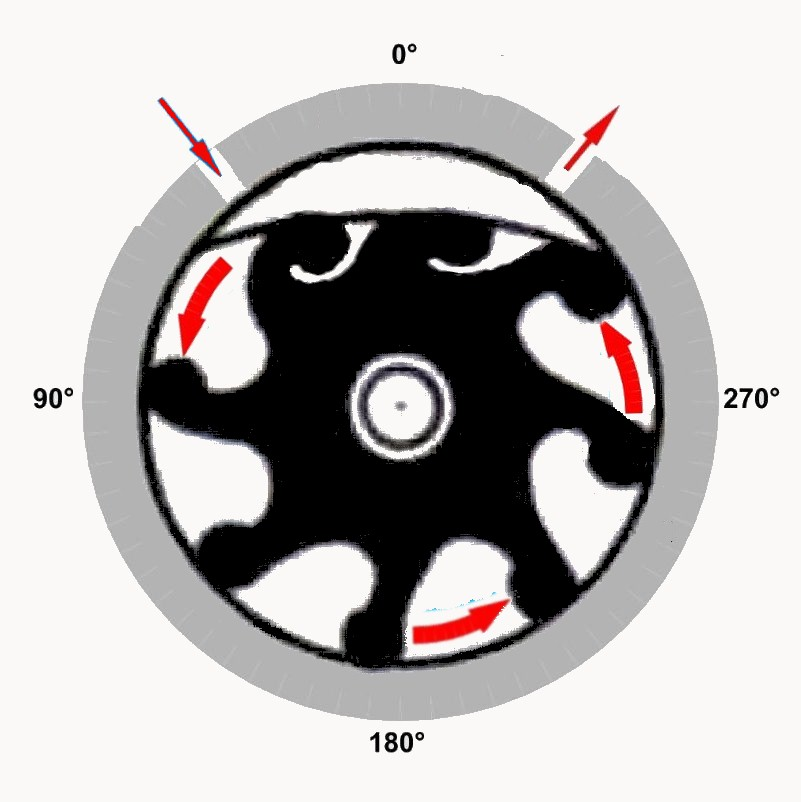
Representació esquemàtica d'una bomba de pales de neoprè. A la part superior 'esquerra es pot veure el tub d'entrada del fluid, mentre que a la dreta es pot veure el tub de sortida.

Una bomba Jabsco, bomba de pales de neoprè o bomba auto-encebant de pales de neoprè, és un tipus de bomba que s'utilitza generalment per a la manipulació de líquids. S'utilitzen principalment quan s'ha de bombejar aigua o un altre líquid. En aquest tipus de bombes, el líquid és succionat de manera continua, amb una capacitat en funció de la mida de la bomba i de la velocitat de gir de l'impulsor de neoprè.

## Característiques
Consta d'un compartiment cilíndric amb un deflector postís que el converteix en ovalat, com un cilindre aixafat. Dins l'interior del cilindre hi ha un impulsor amb pales radials de neoprè, el moviment de gir del qual assegura la formació d'unes cambres de volum variable amb la paret del compartiment. Atès que l'impulsor es troba en una posició asimètrica respecte el cilindre aixafat, es produeix la formació de cambres (delimitades per les pales de l'impulsor) de volum variable, entre les quals passa el fluid, que les pales succionen del forat d'entrada i empenyen cap al forat de sortida.

## Història
Les primeres bombes autoencebants de pales de neopré es remunten a una patent de 1953 concedida a Jabsco. La patent dels EUA núm. 422.191 per a una "self-priming neoprene pump". El 1982 es va concedir una altra patent a Jabsco UK (1982-12-23, Priority to GB08205279A) ampliant a 16 el nombre de pales de l'impulsor de neoprè.
En el món nàutic, ha anat quedant el terme "Jabsco Pump" com a terme genèric per aquest tipus de bombes, ja que, a partir de la caducitat de les patents, van aparèixer uns quant altres fabricants de bombes i recanvis, no tan sols semblants, sinó fins i tot, compatibles amb Jabsco, com Johnson (Örebro), subministrador de Volvo Penta, Yanmar i altres, Solé Diesel (Martorell) pels seus motors, etc...

## Motors marins
La forma única de l'impulsor de neoprè girant dins la cavitat oval fan que aquesta bomba sigui completament autoencebant i pugui bombejar automàticament l'aigua necessària per a refrigerar el motor d'una embarcació fins i tot si la bomba està muntada per sobre del nivell de l'aigua, ja que es crea un buit a la unitat que permet succionar l'aigua des de qualsevol nivell i d'entorns tant variats com poden ser: el mar, un llac o un rierol.

## Aigua potable
La unitat de pales de neoprè es pot utilitzar amb qualsevol dipòsit d'emmagatzematge d'aigua potable i atès que aplica al circuit de distribució d'aigua una pressió equivalent a la forta depressió amb què succiona l'aigua del dipòsit, no és necessari cap tanc de pressió ni cap sistema compressor d'aire. El sistema és fàcil d'instal·lar; si es necessita aigua calenta instantània, només cal connectar la sortida de la bomba de pales amb un escalfador d'aigua.